# Плеяда (Україна)
«Плея́да» — літературний гурток української молоді у 1888—1893 роках.

## Історія
Літературний гурток української молоді «Плеяда» — це нестримний рух до усвідомлення себе українцем, що охопив тоді широке коло особистостей, створений 1888 року в Києві з ініціативи Михайла Косача (Михайла Обачного) та його сестри Лариси Косач (Лесі Українки).

### Учасники гуртка
Серед членів гуртка в різний час — Максим Славинський (Пілад), Віталій Боровик, Людмила Старицька, Володимир Самійленко, Іван Стешенко, Орест Остроградський (Орест), Одарка Романова, Мусій Кононенко, М. Биковська, Олександра Судовщикова (Грицько Григоренко), Аполінарій Маршинський, Олександр Черняхівський, Маргарита Комарова, Агатангел Кримський, Євген Тимченко, Аркадій Верзілов, Василь Завілейський, Данило Заболотний, Антін Синявський, Неон Голімський та інші.

### Головне завдання
Головним завданням учасники «Плеяди» ставили перед собою читання та критику нових творів і перекладів, а також видання літератури українською мовою. 

### Діяльність
Обговорювали питання розвитку української літератури, влаштовували літературні вечори, перекладали українською мовою твори зарубіжних письменників (Леся Українка і М. Славинський — твори Г. Гайне та Й. Ґете, В. Самійленко — А. Данте, Ж.-Б. Мольєра і П.-Ж, Беранже, М. Косач — В. Короленка, І. Стешенко — П.-Ж, Беранже, О. Черняхівський — Ф. Шиллера та Г. Гайне, Є. Тимченко — «Калевалу»). 
«Плеяда» виношувала план видання календаря-альманаху з українською белетристикою, етнографічними та історичними нарисами, мала намір підготувати для освіти народу серію науково-популярних брошур з історії України. Проте, підготовані плеядівцями до друку три збірки «Весна», «Десна» і «Спілка» були заборонені цензурою восени 1889 р. 
Попри деякий відчай плеядівців, через заборону видання збірок, Леся Українка на прохання брата складає довгий Список авторів та їхніх творів, які вважає за потрібне перекласти і надсилає його Михайлові у листі від 26—28 листопада (8—10 грудня) 1889 року з епіграфом «Ще не вмерла Україна!». 
Михайло Косач очолює комплектування плеядівської української бібліотеки, просить у листах багатьох авторів подарувати для неї по одному примірнику своїх книг. Окрім того «Плеяда» постановила збирати також свою громадську скарбничку (внесок по 25 коп. на міс.) головно з метою придбання літератури.
Члени «Плеяди» підтримували літературно-громадські зв'язки з Оленою Пчілкою, М. Лисенком, М. Старицьким, Б. Грінченком, В. Науменком, М. Ковалевським, Є. Трегубовим, В. Антоновичем, М. Коцюбинським, І. Франком, М. Павликом та іншими. Сходини гуртка відбувалися то в домі Лисенків, то в Старицьких, то в Косачів.
У середині 1893 року «Плеяда» припинила свою діяльність.